# Doris Younane
Doris Younane (* 25. Februar 1963 in Parramatta, nähe Sydney) ist eine australische Schauspielerin, die durch die Rolle der Moira Doyle in der australischen Fernsehserie McLeods Töchter in Deutschland bekannt wurde. Sie trat in weiteren Filmen und im Fernsehen auf, sie spielte auch Rollen in klassischen Theaterstücken, beispielsweise im Ein Sommernachtstraum von William Shakespeare oder auch in der australischen Jugendserie Heartbreak High (1994–1999), die auch in Deutschland im Fernsehen ausgestrahlt wurde.
Doris Younane entstammt einer libanesischen Familie, die nach Australien ausgewandert ist.

## Film
- 1988: A Cry in the Dark
- 1989: Mortgage
- 1990: Gesellschaft für Mrs. Di Marco (Death in Brunswick)
- 1992: Resistance
- 1993: The Heartbreak Kid
- 2009: The Combination

## Fernsehen
- 1992: Embassy (Episode: Letter of the Law)
- 1993: Phoenix (Episode: In on the Joke)
- 1992–1993: All Together Now (zwei Episoden)
- 1994: Ocean Girl (Episode: Set Adrift)
- 1995: Us and Them
- 1994–1995: Heartbreak High (52 Episoden)
- 1996: G.P. (Episode: The Ceremony of Innocence)
- 1997: Murder Call (Episode: Dead and Gone)
- 1998: 13 Gantry Row (Fernsehfilm)
- 1998: Wildside (Episode: 1x09)
- 1999: Stingers (zwei Episoden)
- 1999: SeaChange (zwei Episoden)
- 1999: Chuck Finn (Episode: Goodbye Mr. Ffips)
- 2000: Halifax f.p: A Person of Interest (Fernsehfilm)
- 2001: Water Rats (Episode: Bureaucracy Rules, OK?)
- 2002–2009: McLeods Töchter (McLeod’s Daughters, 93 Episoden)
- 2003: Blackjack: Murder Archive (Fernsehfilm)
- 2004: Blackjack: Sweet Science (Fernsehfilm)
- 2005: All Saints (Episode: Sins of the Mothers)
- 2005: Blackjack: In the Money (Fernsehfilm)
- 2005: Blackjack: Ace Point Game (Fernsehfilm)
- 2009: The Diplomat (Fernsehfilm)
- 2018: Harrow (Episode 6)